# استخبارات الإشارات في التاريخ الحديث
SIGINT هو اختصار من SIGnals INTelligence. قبل تطوير الرادار وتقنيات الإلكترونيات الأخرى، كانت استخبارات الإشارات واستخبارات الاتصالات (COMINT) مترادفتين بشكل أساسي. أدار السير فرانسيس والسينغهام مع بعض الكفاءات في تحليل الشيفرات مكتب اعتراض بريدي في عهد إليزابيث الأولى، لكن التكنولوجيا كانت أقل تقدمًا بقليل فقط من الرجال الذين حملوا البنادق -خلال الحرب العالمية الأولى- وشوّشوا على اتصالات بريد الحمام الزاجل واعترضوا الرسائل المحمولة.
اعتُرضت أحيانًا إشارات الأعلام، وأصبحت مهنة المشير من أكثر الأعمال خطورة على أرض المعركة بسبب الجهود المبذولة لإعاقة هذه الإشارات. أتاح ظهور التلغراف في منتصف القرن التاسع عشر نطاقًا أوسع في مجال اعتراض الإشارات وتضليلها، كما هو موضح في معركة شنسلورسفيل.
أصبحت استخبارات الإشارات أكثر أهمية في الاستخبارات العسكرية (والدبلوماسية إلى حد ما) بشكل عام مع مكننة الجيوش، وتطوير تكتيكات الحرب الخاطفة، واستخدام حرب الغواصات والغزاة التجاريين، وتطوير الاتصالات الراديوية العملية. حتى استخبارات القياس والتوقيع (MASINT) سبقت الاستخبارات الإلكترونية (ELINT)، بتقنيات تحديد المدى بالصوت المستخدمة في تحديد موقع المدفعية. SIGINT هو تحليل الإشارات المتعمَّدة لكل من أنظمة الاتصالات وغير الاتصالات (مثل الرادار)، بينما MASINT هو تحليل المعلومات غير المقصودة، بما في ذلك، على سبيل المثال لا الحصر، الإشارات الكهرومغناطيسية التي تشكل الاهتمام الرئيسي في SIGINT.

## المنشأ
ظهر الاعتراض الإلكتروني في وقت مبكر من عام 1900، خلال حربي البوير. ثبّتت البحرية الملكية أجهزة لاسلكية -أنتجها شركة ماركوني- على متن سفنها في أواخر تسعينيات القرن التاسع عشر، واستخدم الجيش البريطاني بعض الإشارات اللا سلكية المحدودة. استولى البوير على بعض أجهزة اللا سلكي، واستُخدمت لإجراء عمليات إرسال حيوية. نظرًا إلى أن البريطانيين كانوا الوحيدين الذين يبثّون في ذلك الوقت، لم تكن هناك حاجة إلى تفسير خاص للإشارات.
جربت البحرية الروسية الإمبراطورية أيضًا الاتصالات اللا سلكية تحت إشراف ألكساندر بوبوف الذي ثبّت في البداية جهازًا لا سلكيًا على بارجة مؤرضة في عام 1900. تعود نشأة استخبارات الإشارات بالمعنى الحديث إلى الحرب الروسية اليابانية.
مع استعداد الأسطول الروسي للصراع مع اليابان في عام 1904، تمكنت السفينة البريطانية إتش إم إس ديانا المتمركزة في قناة السويس من اعتراض الإشارات اللا سلكية التي ترسلها البحرية الروسية لتعبئة الأسطول لأول مرة في التاريخ. «يظهر تقرير استخباراتي بشأن الإشارات التي اعترضتها إتش إم إس ديانا في السويس أن معدل العمل كان بطيئًا للغاية وفقًا للمعايير البريطانية، بينما انتقد المفسّرون في البحرية الملكية بشكل خاص المستوى المتدنّي للمشغّلين الروس في القواعد اللغوية والإملاء».
طوّر اليابانيون أيضًا إمكانية اعتراض لا سلكية ونجحوا في التنصّت على الاتصالات الروسية البدائية آنذاك. أكدت نجاحاتهم على أهمية هذا المصدر الجديد للمعلومات الاستخباراتية العسكرية، وأسّست جميع القوى الكبرى منشآت للاستفادة من هذا المورد للمعلومات في السنوات التالية.
تمكنت مديرية الاستخبارات العسكرية للإمبراطورية النمساوية المجرية من رصد تقدم الجيش الإيطالي رصدًا شاملًا خلال الحرب الإيطالية العثمانية عام 1911 من خلال مراقبة الإشارات التي أرسلتها سلسلةٌ من محطات التقوية من طرابلس إلى روما. في فرنسا، كُلِّف المكتب الثاني لأركان الحرب العسكرية بإجراء عمليات اعتراض راديوية.

## الحرب العالمية الأولى
على مدار الحرب وصلت الطريقة الجديدة لجمع المعلومات الاستخباراتية -استخبارات الإشارات- إلى مرحلة النضج. كوّن البريطانيون على وجه الخصوص رصيدًا كبيرًا من الخبرة في مجال استخبارات الإشارات وفك التشفير الناشئ حديثًا.
فشل الجيش الروسي في حماية اتصالاته جيدًا، ما أعاق تقدّمه في بداية الحرب العالمية الأولى وأدى إلى هزيمته المنكرة من قبل الألمان بقيادة لودندورف وهيندنبورغ في معركة تاننبرغ.
كان لدى فرنسا جهاز مهم لاستخبارات الإشارات في الحرب العالمية الأولى، إذ طوّر القائد كارتييه نظامًا من الصواري اللا سلكية، بما في ذلك واحدة على برج إيفل لاعتراض الاتصالات الألمانية. بُنيت أول محطة من هذا القبيل في وقت مبكر من عام 1908، على الرغم من أنها دُمّرت بسبب الفيضانات بعد بضع سنوات. في المراحل المبكرة من الحرب، كانت عمليات الاعتراض الفرنسية لا تقدر بثمن في التخطيط العسكري وقدمت معلومات استخباراتية مهمة مكّنت القائد الأعلى جوزيف جوفري من تنفيذ الهجوم المضاد الناجح ضد الألمان في معركة المارن في سبتمبر 1914.
في عام 1918، التقط أفراد عمليات الاعتراض الفرنسيون رسالة مكتوبة بشيفرة ADFGVX الجديدة، والتي حلّلها جورج بينفين، ما أعطى الحلفاء تحذيرًا مسبقًا من هجوم الربيع الألماني في عام 1918.
بدأت مراقبة الاتصالات الأمريكية للإشارات البحرية في عام 1918، ولكنها استُخدمت في البداية كوسيلة مساعدة في الملاحة البحرية والتجارية. في أكتوبر 1918، قبل نهاية الحرب مباشرة، ثبّتت البحرية الأمريكية أول منشآتها لتحديد الاتجاه (DF) في محطتها في بار هاربر، مين، وسرعان ما انضمت إليها خمس محطات ساحلية أخرى في المحيط الأطلسي، ثم تبعتها مجموعة ثانية من 14 منشأة. بعد نهاية الحرب العالمية الأولى، لم تُستخدم هذه المحطات على الفور في الاستخبارات. رغم وجود 52 محطة بحرية لتحديد اتجاه الموجات المتوسطة في عام 1924، إلا أن معظمها كان في حالة متدهورة.

### فك رموز البحرية الألمانية
مع بداية الحرب العالمية الأولى، بُنيت شبكة لكابلات الاتصالات التجارية عبر البحار في جميع أنحاء العالم على مدار نصف القرن السابق، ما أتاح للدول إرسال المعلومات والتعليمات حول العالم. طُوِّرت تقنيات لاعتراض هذه الرسائل من خلال المسالك العائدة في الأرض، وبالتالي يمكن نظريًا اعتراض جميع الكابلات التي تمر عبر أراضٍ معادية.
عند إعلان الحرب، كانت أولى الإجراءات التي اتخذتها بريطانيا هي قطع جميع الكابلات البحرية الألمانية. في ليلة 3 أغسطس 1914، حددت سفينة الكابلات «أليرت» موقع الكابلات الألمانية الخمسة الممتدة عبر المحيط الأطلسي وقطعتها، فهبطت عبر القناة الإنجليزية. بعد فترة وجيزة، قُطعت الكابلات الستة التي تصل بين بريطانيا وألمانيا، ما أجبر الألمان على استخدام إما خط التلغراف المتصل بالشبكة البريطانية وبالتالي يمكن التنصّت عليه، أو عبر الراديو الذي يستطيع البريطانيون اعتراضه آنذاك. أصبح تدمير الاتصالات السلكية الأكثر أمانًا -بغية تحسين الاستخبارات- ممارسةً منتظمة منذ ذلك الحين. على الرغم من أن أحد الطرفين يمكنه تشويش الاتصالات الراديوية للطرف الآخر، فإن القيمة الاستخباراتية لهذه الاتصالات الراديوية غير المؤمّنة جيدًا عاليةٌ جدًا، لدرجة أن هناك قرارًا متعمدًا بعدم اعتراض عمليات إرسال العدو.
على الرغم من أن بريطانيا تستطيع الآن اعتراض الاتصالات الألمانية، استُخدمت الرموز والشيفرات لإخفاء معنى الرسائل. ولم يكن لدى بريطانيا أو ألمانيا أي منظمات قائمة لفك ترميز الرسائل وتفسيرها في بداية الحرب، إذ لم يكن لدى البحرية الملكية سوى محطة لا سلكية واحدة لاعتراض الرسائل في ستوكتون أون تيز.
ومع ذلك، بدأت المنشآت التابعة لمكتب البريد وشركة ماركوني، وكذلك الأفراد الذين لديهم إمكانية الوصول إلى أجهزة الراديو، بتسجيل الرسائل من ألمانيا. وعندما أدركوا أن الإشارات الغريبة التي كانوا يتلقونها كانت عبارة عن اتصالات البحرية الألمانية، نقلوها إلى الأدميرالية. عيّن اللواء البحري هنري أوليفر السير ألفريد يوينغ لإنشاء خدمة اعتراض وفك تشفير. من بين أوائل المجندين هم أليستر دينيستون وفرانك أدكوك وجون بيزلي وفرانك بيرش ووالتر هوراس بروفورد وويليام نوبي كلارك وفرانك سيريل تياركس وديلي نوكس. في أوائل نوفمبر 1914 عُيّن الكابتن ويليام هول كمدير جديد لشعبة الاستخبارات ليحل محل أوليفر.